# 市之瀬敏勝
市之瀬 敏勝（いちのせ としかつ TOSHIKATSU ICHINOSE、1955年 - ）は、日本の研究者。名古屋工業大学大学院教授。
専門は、建築構造。

## 人物・経歴
1955年愛知県名古屋市生まれ。愛知県立旭丘高等学校卒業。名古屋工業大学工学部建築学科卒業。東京大学大学院修了、工学博士。
名古屋工業大学助手、名古屋工業大学講師、名古屋工業大学助教授を経て、名古屋工業大学大学院工学研究科社会工学専攻教授。

## 資格
- 工学博士（東京大学）
- 一級建築士

## 学会活動
- 日本建築学会、日本コンクリート工学協会、土木学会、米国土木学会、米国コンクリート工学協会

## 受賞
- 1988年（昭和63年） - 日本建築学会東海賞
- 1990年（平成2年） - 日本建築学会奨励賞
- 1998年（平成10年） - 日本建築学会賞（論文）
- 2007年（平成19年） - 日本建築学会教育賞（教育貢献）